# Risposta a Giobbe
Risposta a Giobbe (in tedesco: Antwort auf Hiob) è un'opera del 1952 di Carl Gustav Jung, che tratta le implicazioni morali, mitologiche e psicologiche del Libro di Giobbe.
Jung considera il Libro di Giobbe come lo sviluppo di un "dramma divino" che contempla per la prima volta la critica di Dio (Gotteskritik). Nella sua opera Jung si scaglia contro la "selvatichezza e perversità divina [di] un Dio smodato nelle sue emozioni... roso dall'ira e dalla gelosia".
La scrittrice Joyce Carol Oates ha affermato che Risposta a Giobbe è il più importante lavoro di Jung. Anche il teologo John Shelby Spong lo ritiene il suo lavoro più profondo.